# Cryphia hoerhammeri
Cryphia hoerhammeri là một loài bướm đêm trong họ Noctuidae.